# Diphenamid
Diphenamid ist eine chemische Verbindung aus der Gruppe der Acetamide und ein Herbizid. Die Wirkung basiert auf Hemmung der Acetyl-CoA-Carboxylase.

## Gewinnung und Darstellung
Diphenamid wird ausgehend von Benzaldehyd gewonnen. Dieses reagiert mit Cyanwasserstoff und Benzol. Die Nitrilgruppe des entstandenen Biphenyls wird zur Carbonsäure hydrolysiert. Weitere Reaktionen mit Thionylchlorid und Dimethylamin ergeben das Endprodukt.

## Verwendung
Diphenamid wird als selektives Vorauflaufherbizid in einer Vielzahl von Kulturen verwendet.

## Zulassung
In den Staaten der EU und in der Schweiz sind keine Pflanzenschutzmittel mit diesem Wirkstoff zugelassen.